# Лаура Грусенекен
Лаура Грусенекен (нід. Laura Groeseneken; нар. 30 квітня 1990, Левен)  — бельгійська співачка та авторка пісень, також відома за псевдонімом Sennek.
З 2014 працювала авторкою пісень, в яких змішувала соул, електронну музику та поп. Написала пісню «Gravity» для бельгійського гурту «Hooverphonic».
З 2017 року готує власну сольну кар'єру. 28 вересня на шоу «Van Gils en gasten» було оголошено, що Лаура Грусенекен обрана телеканалом представити країну на Євробаченні 2018 в Лісабоні. Пісня, яку буде виконувати на конкурсі співачка, буде представлена в березні 2018 року. У фінал співачка не пройшла.